# Harold Trevor Clifford
Harold Trevor Clifford (Melbourne, 18 de abril de 1927-Brisbane, 4 de mayo de 2019) es un botánico, briólogo, paleontólogo, taxónomo, y explorador australiano.
Recibió su Ph.D. en la Universidad de Durham, Inglaterra, y su D.Sc. en la de Melbourne. Ha desarrollado una brillante carrera académica como profesor de Botánica en la Universidad de Queensland, habiendo publicado numerosísimos artículos y libros en su especialidad.

## Algunas publicaciones

### Libros
- Clifford, HT; Peter D. Bostock. 2006. "The Etymological Dictionary of Grasses". 319 pp. ISBN 3-540-38432-4)
- Clifford, HT; W Stephenson. An introduction to numerical classification. Ed. N.York : Academic Press. 229 pp.
- Clifford, HT; L Watson. 1977. Identifying Grasses, Data, Methods and Illustrations. Ed. Univ of Queensland Pr. 146 pp. ISBN 0-7022-1312-8

- La abreviatura «Clifford» se emplea para indicar a Harold Trevor Clifford como autoridad en la descripción y clasificación científica de los vegetales.[1]